# (293477) Teotihuacan
(293477) Teotihuacan est un astéroïde de la ceinture principale.

## Description
(293477) Teotihuacan est un astéroïde de la ceinture principale. Il fut découvert le 16 mars 2007 à Vallemare Borbona par Vincenzo Silvano Casulli. Il présente une orbite caractérisée par un demi-grand axe de 2,99 UA, une excentricité de 0,12 et une inclinaison de 2,7° par rapport à l'écliptique.
Il est nommé d'après le site archéologique de Teotihuacan au Mexique.